# Domino Park
Domino Park est parc public situé dans le quartier de Williamsburg à Brooklyn, New York. Il s'étend sur 2 hectares le long de l'East River, près du pont de Williamsburg, sur le site de l'ancienne raffinerie de sucre Domino. Le long de la promenade au bord de la rivière, divers équipements d'usine récupérés sont exposés, notamment quatre réservoirs de collecte de sirop, qui rendent hommage à l'histoire de la raffinerie de sucre Domino.
James Corner Field Operations, qui a également conçu la High Line, a mis six ans pour concevoir Domino Park. Ouvert au public en 2018, il appartient et est exploité par Two Trees Management qui a dépensé environ 50 millions de dollars pour le construire.

## Description

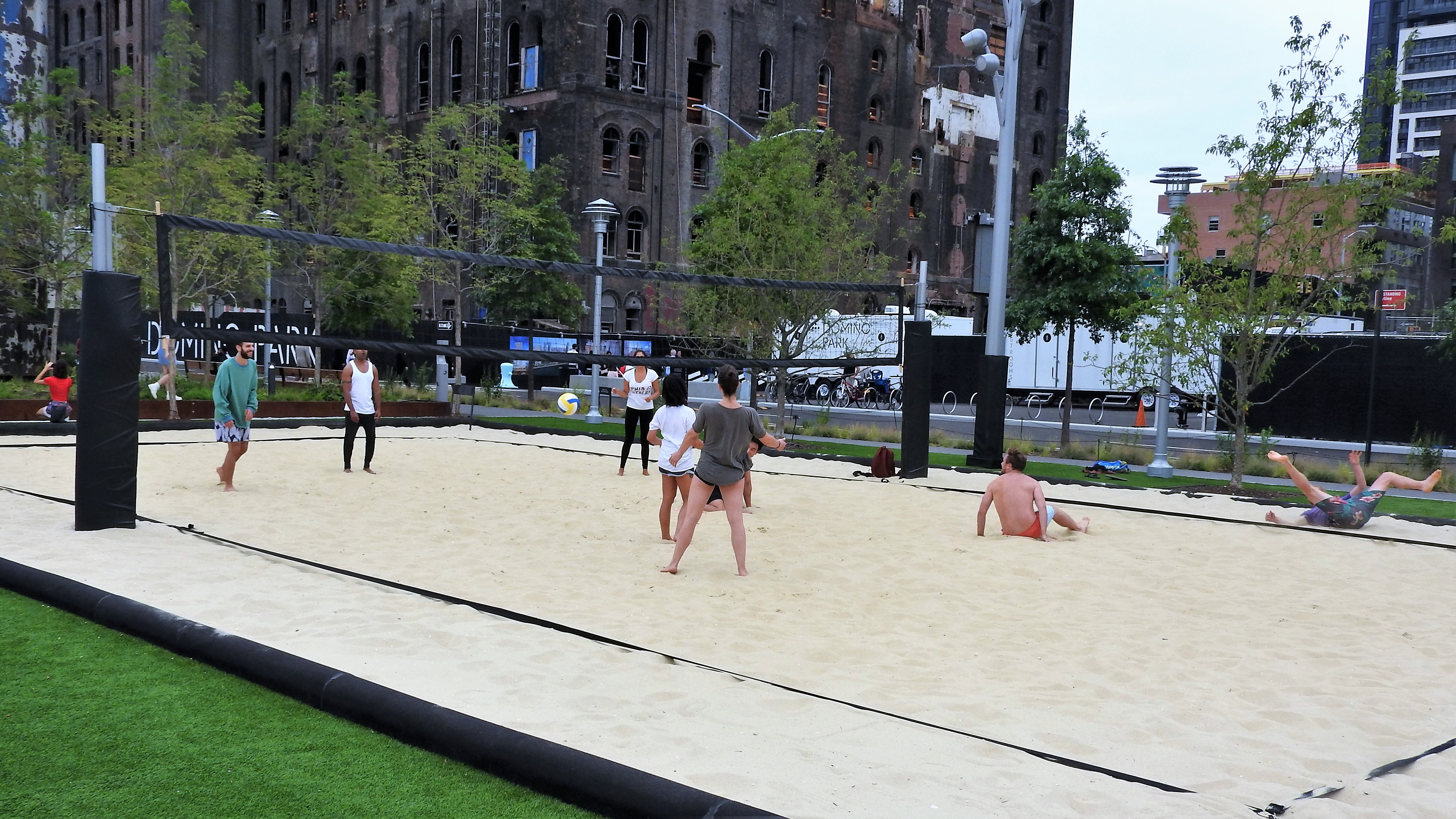
Volley-ball

Le parc comprend une aire de jeux pour enfants, une aire pour chiens, un terrain de volley-ball, un terrain de pétanque et un espace bain de soleil. Le terrain de volley-ball est en partie destiné à rendre hommage à la population hispanique historique de Williamsburg, auprès de laquelle ce sport est populaire. Afin de transférer la charge de l'entretien au secteur privé, un petit restaurant mexicain est ouvert, proposant des tacos à base de bœuf élevé localement, ainsi que des cocktails.
Une passerelle surélevée s'étend sur une grande partie du parc, ressemblant à l'intérieur de l'ancienne raffinerie. Les chemins de grue qui étaient utilisés dans la raffinerie d'origine abritent aujourd'hui des jardins abritant une centaine d'espèces de plantes différentes. Toutes les structures et chaises en bois du parc ont été construites à partir de bois récupéré de la raffinerie. À l'extrémité sud du parc se trouvent des jets d'eau, crachant de l'eau à 2,5 m dans les airs.
Le terrain de jeu a été conçu par l'artiste Mark Reigelman. Nommé Sweetwater Playground, il est conçu pour ressembler au processus de raffinage du sucre. Pour Reigelman, « L'idée est qu'un enfant entre sous forme de canne à sucre brute et ressorte à la dernière partie du terrain de jeu sous forme de mélasse ou de morceaux de sucre. » Il est également en partie construit à partir de matériaux de récupération provenant de l'ancienne raffinerie.
L'ouragan Sandy a frappé New York alors que le parc était en construction en 2012. Pour se protéger contre de futures tempêtes, le parc est situé à une altitude bien supérieure aux directives d'élévation des crues de l'Agence fédérale de gestion des urgences.

## Histoire
Le parc a ouvert ses portes le 10 juin 2018,. En 2020, le parc a été visité par plus de 2 millions de visiteurs. Il était l'un des 8 lieux nommés pour le Prix Annuel d'Aménagement Urbain par le Urban Land Institute. En 2020, pendant la pandémie de COVID-19 à New York, Domino Park a élargi un programme de compostage après que l’initiative de compostage de la ville ait été réduite en raison de la pandémie,,,.